# 니콜 리치 (1979년)

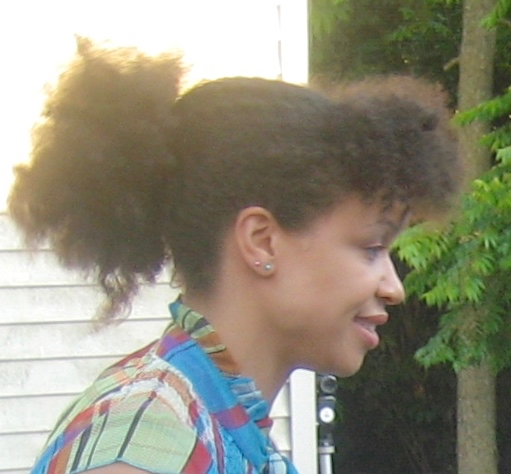

니콜 리치(Nicole Leach, 본명: Nicolle Rochelle, 1979년 5월 10일 ~ )는 미국의 배우, 가수, 무용가이다.
뉴저지주 리빙스턴에서 태어났다.

## 출연 작품
- 어드리프트 인 맨해탄 (2007년)
- 썸원 라이크 유 (2000년)
- 현대판 왕자와 거지 (1994, Summertime Switch)
- 베이비-시터 클럽 (1990년)
- 공포의 3일밤 (1990년)

### 텔레비전
- 코스비 가족 만세 (1990–1992)
- 로앤오더 (1996)